# Wilhelm von Essen (1859–1949)
Wilhelm Henriksson von Essen, född den 12 oktober 1859 i Arnö socken, Uppsala län, död den 22 februari 1949 i Stockholm, var en svensk friherre och militär. Han var sonson till Hans Henric von Essen och dotterson till Johan August Anckarsvärd.
von Essen blev underlöjtnant i Livregementets husarer 1880, löjtnant där 1889, ryttmästare där 1898 och major där 1908. Han var chef för remonteringsstyrelsen 1908–1925 och fullmäktig i stuteriöverstyrelsen 1916–1933. von Essen befordrades till överstelöjtnant 1911 och till överste 1915. Han blev riddare av Svärdsorden 1901 samt kommendör av andra klassen av Vasaorden 1917 och kommendör av första klassen av sistnämnda orden 1926.